# Cantonul Barjac
Cantonul Barjac este un canton din arondismentul Alès, departamentul Gard, regiunea Languedoc-Roussillon, Franța.

## Comune
- Barjac (reședință)
- Méjannes-le-Clap
- Rivières
- Rochegude
- Saint-Jean-de-Maruéjols-et-Avéjan
- Saint-Privat-de-Champclos
- Tharaux